# Fórmula Pollaczek-Khintchine
En teoría de colas, una disciplina dentro de la teoría de la probabilidad, la fórmula de Pollaczek–Khinchine establece una relación entre la longitud de la cola y las transformadas de Laplace del tiempo de servicio para una  M/G/1  (donde las llegadas siguen una distribución de Poisson y los tiempos de servicio una distribución general). Este término también se usa para referir a las relaciones entre la longitud media de cola y el tiempo medio de espera/servicio en dicho modelo.
La fórmula se publicó por primera vez por Felix Pollaczek en 1930 y fue readaptada en términos probabilísticos por Aleksandr Khinchin dos años después. En teoría de riesgo, la fórmula puede usarse para calcular la probabilidad de ruina final (probabilidad de que una compañía de seguros quiebre).

## Longitud media de cola
La fórmula establece que la longitud media de cola L viene dada por
{\displaystyle L=\rho +{\frac {\rho ^{2}+\lambda ^{2}\operatorname {Var} (S)}{2(1-\rho )}}}
donde 
- {\displaystyle \lambda } es la tasa de llegadas de la distribución de Poisson
- {\displaystyle 1/\mu } es la media de la distribución del tiempo de servicio S
- {\displaystyle \rho =\lambda /\mu } es la ocupación
- Var(S) es la varianza de la distribución del tiempo de servicio S.

Para que la longitud media de cola sea finita, es necesario que {\displaystyle \rho <1} porque de otro modo los usuarios llegan más rápido que los que salen de la cola. La "intensidad de tráfico" varía entre 0 y 1, y representa el porcentaje medio del tiempo (en tanto por uno) que el servidor está ocupado. Si la tasa de llegadas {\displaystyle \lambda _{a}} es mayor o igual a la tasa servicio {\displaystyle \lambda _{s}} (esto es la inversa del tiempo de servicio, {\displaystyle \mu }), el tiempo en cola es infinito. La varianza aparece en la expresión debido a la Paradoja de Feller.

## Tiempo medio de espera
Si escribimos W para el tiempo medio que un usuario pasa en el sistema, entonces {\displaystyle W=W'+\mu ^{-1}} donde {\displaystyle W'} es el tiempo medio de espera en cola (tiempo en cola esperando a ser servidos) y {\displaystyle \mu } es la tasa de servicio. Usando la Ley de Little, que establece que 
{\displaystyle L=\lambda W}
donde
- L es la longitud media de la cola
- {\displaystyle \lambda } es la tasa de llegadas de la distribución de Poisson
- W es el tiempo medio tanto en la cola como siendo servido,

así
{\displaystyle W={\frac {\rho +\lambda \mu {\text{Var}}(S)}{2(\mu -\lambda )}}+\mu ^{-1}.}
Se puede escribir el tiempo medio de espera con la expresión
{\displaystyle W'={\frac {L}{\lambda }}-\mu ^{-1}={\frac {\rho +\lambda \mu {\text{Var}}(S)}{2(\mu -\lambda )}}.}

## Transformada de la longitud de cola
Tomando π(z) como la función generatriz de probabilidad del número de usuarios en cola
{\displaystyle \pi (z)={\frac {(1-z)(1-\rho )g(\lambda (1-z))}{g(\lambda (1-z))-z}}}
donde g(s) es la transformada de Laplace de la función densidad de probabilidad del tiempo de servicio.

## Transformada del tiempo de espera
Tomando W*(s) como la transformada de Laplace–Stieltjes de la distribución del tiempo de espera,
{\displaystyle W^{\ast }(s)={\frac {(1-\rho )s}{s-\lambda (1-g(s))}}}
donde de nuevo g(s) es la transformada de Laplace de la función densidad de probabilidad del tiempo de servicio. Pueden obtenerse n-ésimos momentos derivando la transformada n veces, multiplicando por (−1)n y evaluando con s = 0.